# لنگرماهی حبابی
لنگرماهی حبابی (نام علمی: Psychrolutes phrictus) نام یک گونه از تیره ماهیان کله‌گنده است.